# Giovanni Andrea Massa
Giovanni Andrea Massa, duca di Castel di Aci (... – dopo il 1679), è stato un banchiere, nobile e politico italiano del XVII secolo.

## Biografia
Banchiere di origine genovese, giunse nella Sicilia spagnola della prima metà del Seicento, e figurò tra coloro che prestarono denaro al re Filippo IV di Spagna per finanziare le spedizioni militari della Corona iberica in Germania e nelle Fiandre. Si stabilì a Palermo, dove all'epoca viveva una nutrita comunità genovese fatta di banchieri e di mercanti.
Il Regno di Sicilia, in difficoltà finanziarie,  fu costretto a vendere i propri beni demaniali: nel 1640, fece da finanziatore e garante a Domenico Di Giovanni per l'acquisto dei casali di Pedara, Trecastagni e Viagrande, e tra il 1642 e il 1645, acquistò egli stesso i casali catanesi di Camporotondo, Mascalucia, Misterbianco, Mompilieri, San Giovanni la Punta, San Gregorio, San Pietro, Sant'Agata, Trappeto e Tremestieri, per 97.500 scudi. Il Massa rivendette alcuni dei casali comprati, e per privilegio dato dal Re Filippo il 22 giugno 1646, esecutoriato l'8 aprile 1647, fu investito del titolo di I conte di San Giovanni La Punta, e di quello di barone delle terre di Mompilieri, di San Gregorio, di Sant'Agata, di Tremestieri e di Trappeto, tutti con il mero e misto imperio.
Nel 1649, il Massa acquistò il Castello di Aci, sul quale per privilegio dato dal re Carlo II di Spagna il 25 maggio 1669, esecutoriato il 28 ottobre, ottenne il titolo di I duca di Castel di Aci. Nel 1654, divenne deputato del Regno di Sicilia. Dopo il 1669, fondò il borgo di Massannunziata, poiché il casale di Mompilieri era stato completamente seppellitto dall'eruzione dell'Etna di quell'anno. Altri feudi acquistati furono quelli di Buonvicino e Cattasi, di cui ebbe investitura il 2 settembre 1679.
Alla sua morte fu sepolto nella Chiesa dei Sette Angeli di Palermo.

### Matrimoni e discendenza
Giovanni Andrea Massa sposò in prime nozze, nel 1666, la nobildonna Giulia Galletti Bellacera, figlia di Gaspare, barone di Cabica, da cui ebbe i figli Francesco Paolo, Tommasa, Rosalia e Cristoforo. In seconde nozze sposò Rosa Gaetani, da cui ebbe i figli Rosalia e Sebastiano.